# Torhout
Torhout es una comuna de la región de Flandes, en la provincia de Flandes Occidental, Bélgica. A 1 de enero de 2018 tenía una población estimada de 20 530 habitantes.

## Geografía
Se encuentra ubicada al oeste del país.

### Secciones del municipio
El municipio comprende los antiguos municipios, que se fusionaron en 1977:

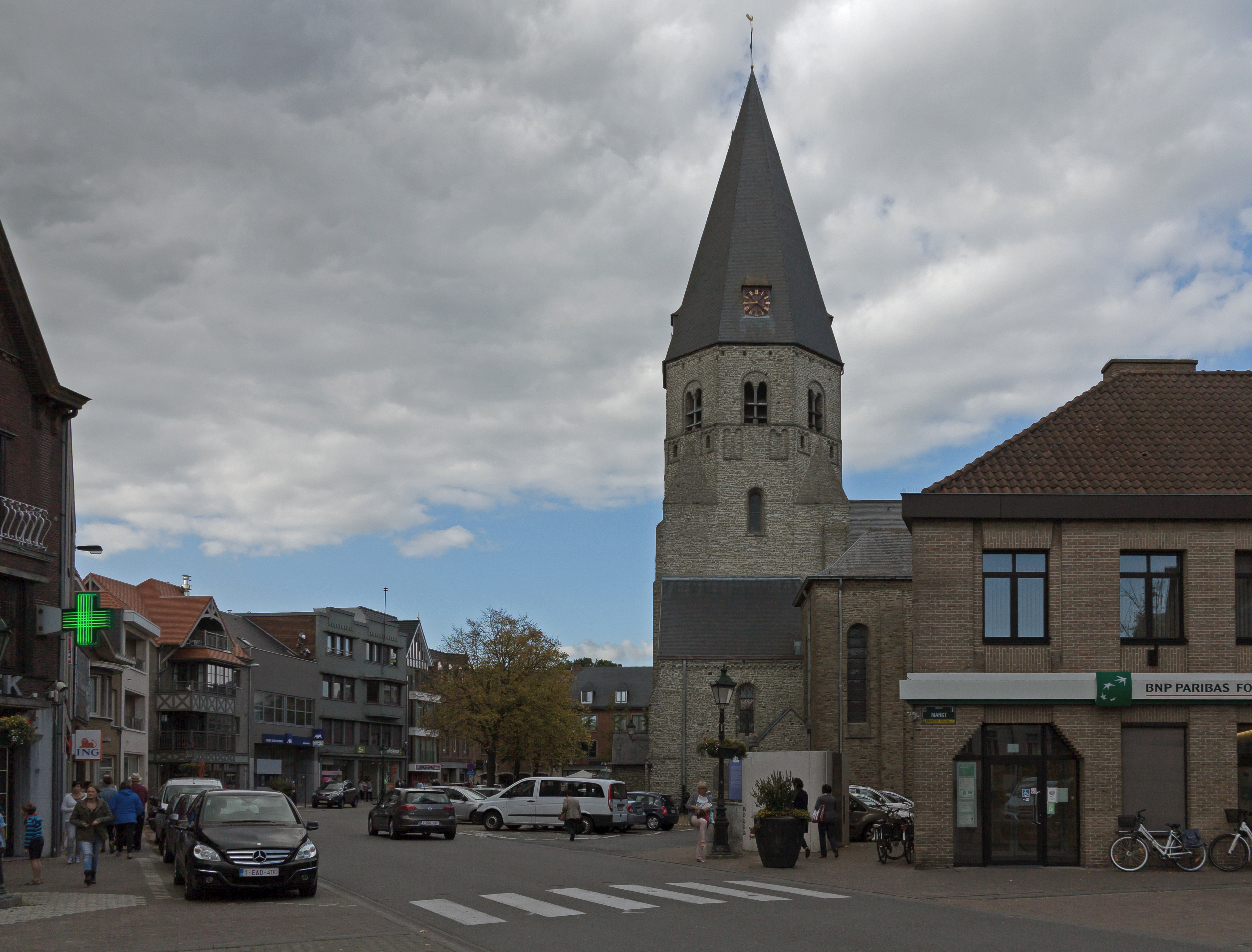
Torhout, la iglesia: Sint Pietersbandenkerk

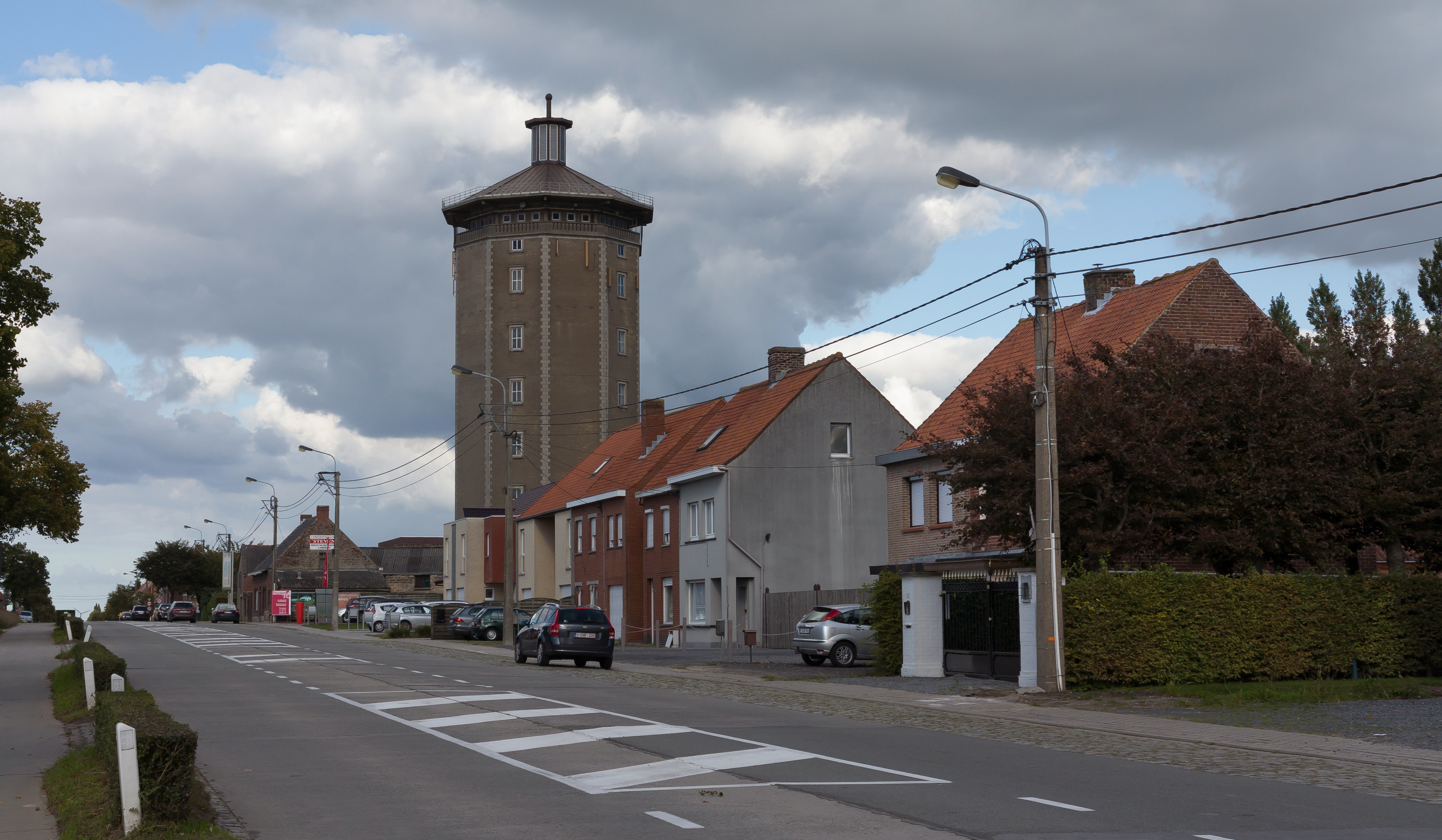
Berg op Zoom, la torre de agua

| - Torhout |

### Pueblos y aldeas del municipio
Wijnendale, Sint-Henricus, De Driekoningen y Don Bosco

## Demografía

### Evolución
Todos los datos históricos relativos al actual municipio, el siguiente gráfico refleja su evolución demográfica.
| Gráfica de evolución demográfica de Torhout entre 1846 y 2020 |
|                                                               |